# Agaminae
Sous-famille
Les Agaminae sont une sous-famille de sauriens de la famille des Agamidae.

## Répartition
Les espèces de cette sous-famille se rencontrent en Afrique, en Asie et en Europe du Sud.

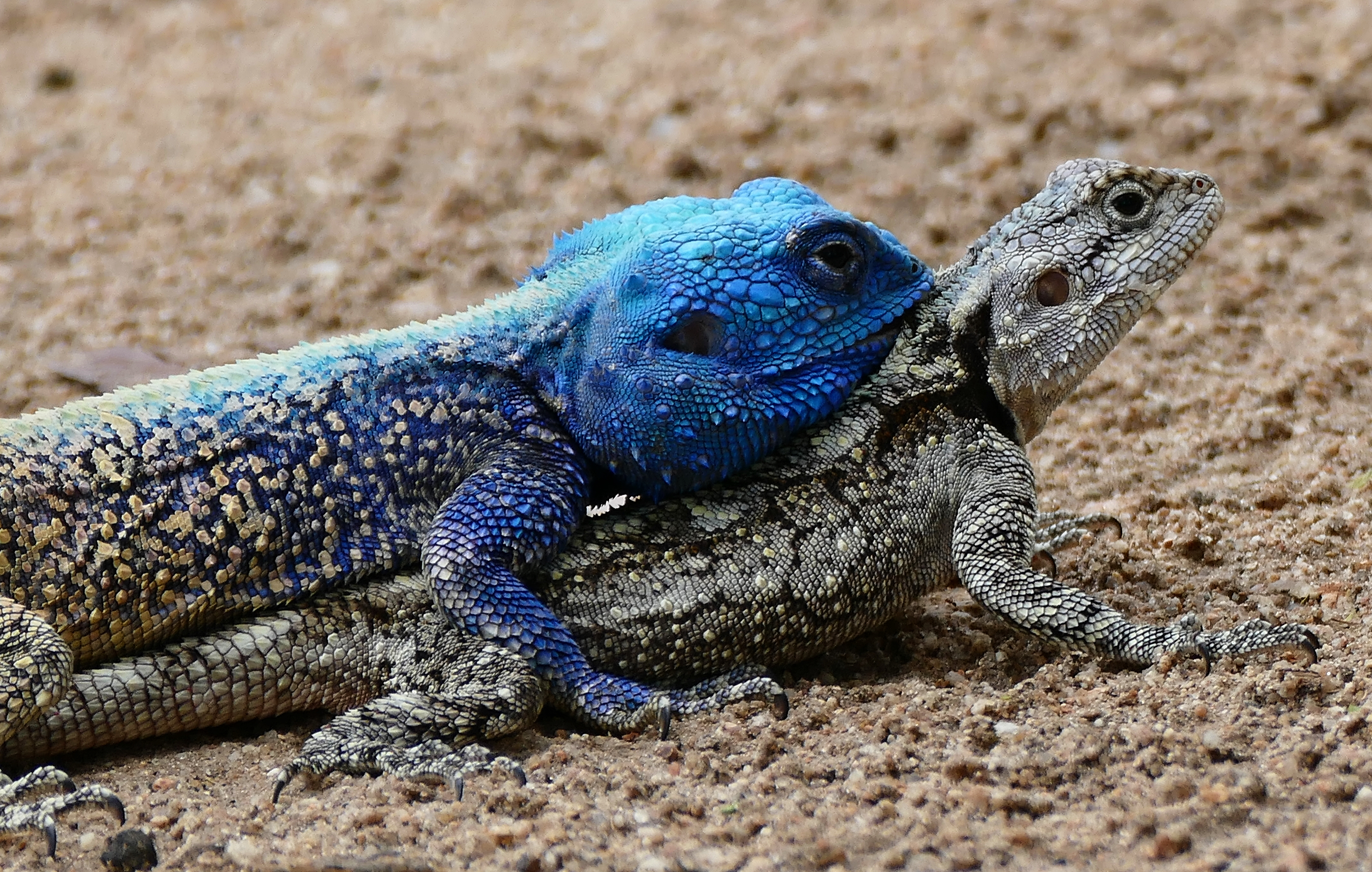
Le dimorphisme sexuel est souvent marqué chez ce groupe.

## Liste des genres
| Selon The Reptile Database (8 mai 2014) : - Agama Daudin, 1802 - Laudakia Gray, 1845 - Paralaudakia Baig, Wagner, Ananjeva & Böhme, 2012 - Phrynocephalus Kaup, 1825 - Stellagama Baig, Wagner, Ananjeva & Böhme, 2012 - Trapelus Cuvier, 1817 | Selon BioLib (16 juin 2021) : - genre Acanthocercus Fitzinger, 1843 - genre Agama Daudin, 1802 - genre Brachysaura Hardwicke & Gray, 1827 - genre Bufoniceps Arnold, 1992 - genre Chelosania Gray, 1845 - genre Coryphophylax Blyth, 1860 - genre Cryptagama Witten, 1984 - genre Hypsicalotes Manthey & Denzer, 2000 - genre Laudakia Gray, 1845 - genre Lophocalotes Günther, 1872 - genre Paralaudakia Baig, Wagner, Ananjeva & Böhme, 2012 - genre Phrynocephalus Kaup, 1825 - genre Physignathus Cuvier, 1829 - genre Pogona Storr, 1982 - genre Pseudotrapelus Fitzinger, 1843 - genre Stellagama Baig, Wagner, Ananjeva & Böhme, 2012 - genre Trapelus Cuvier, 1817 - genre Xenagama Boulenger, 1895 |

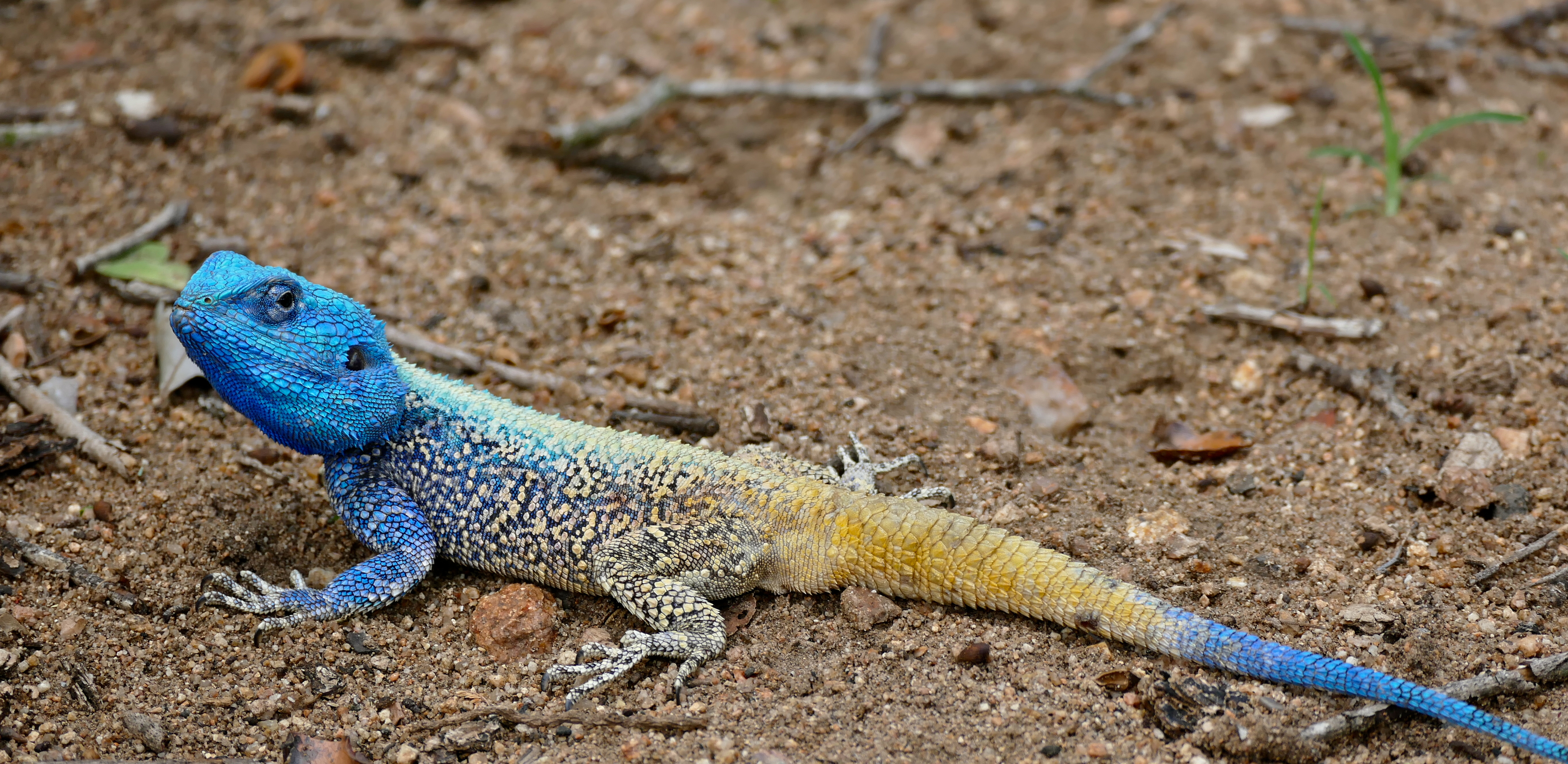
Acanthocercus atricollis
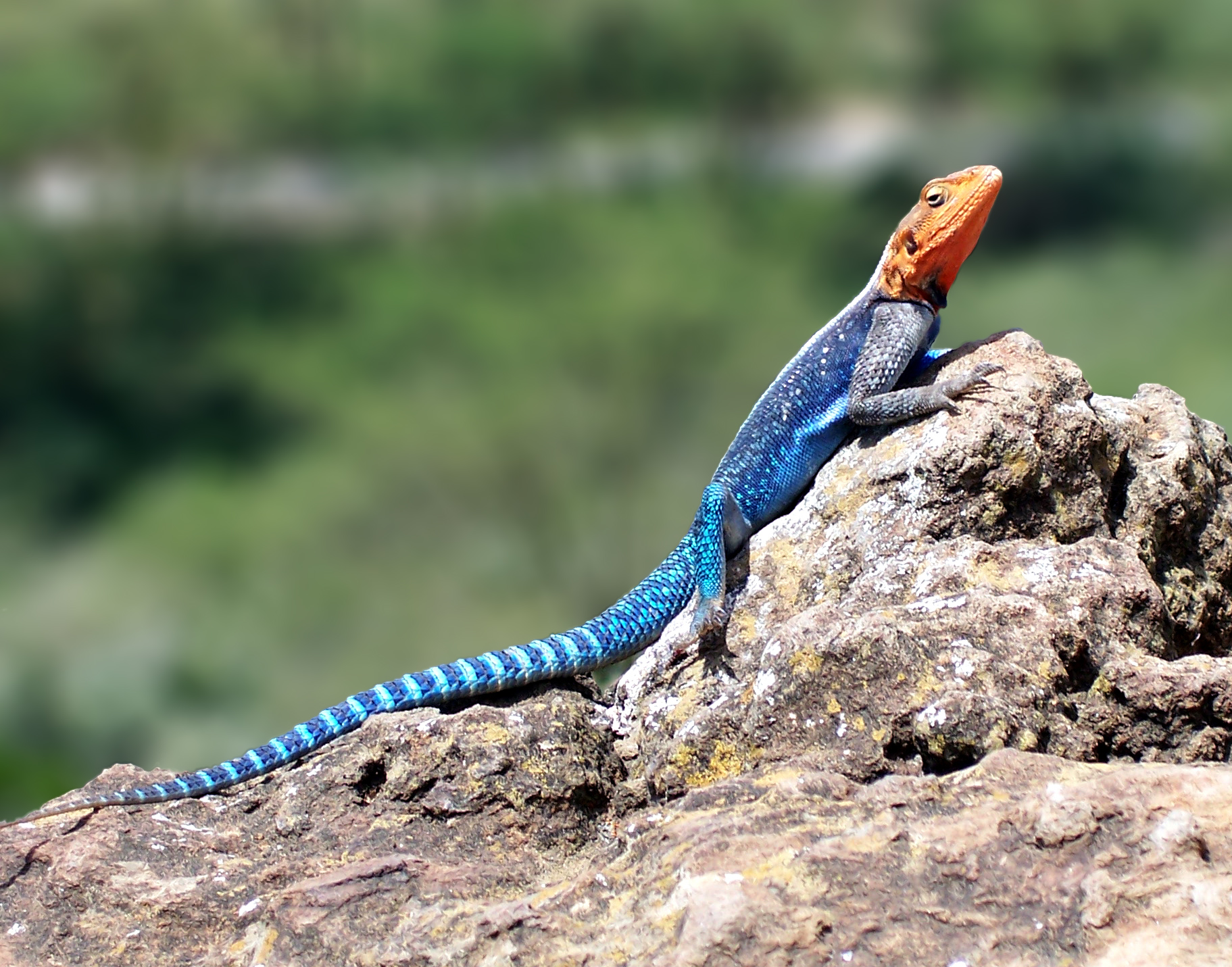
Agama lionotus
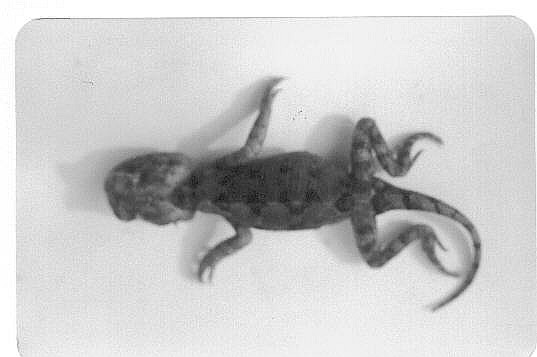
Brachysaura minor
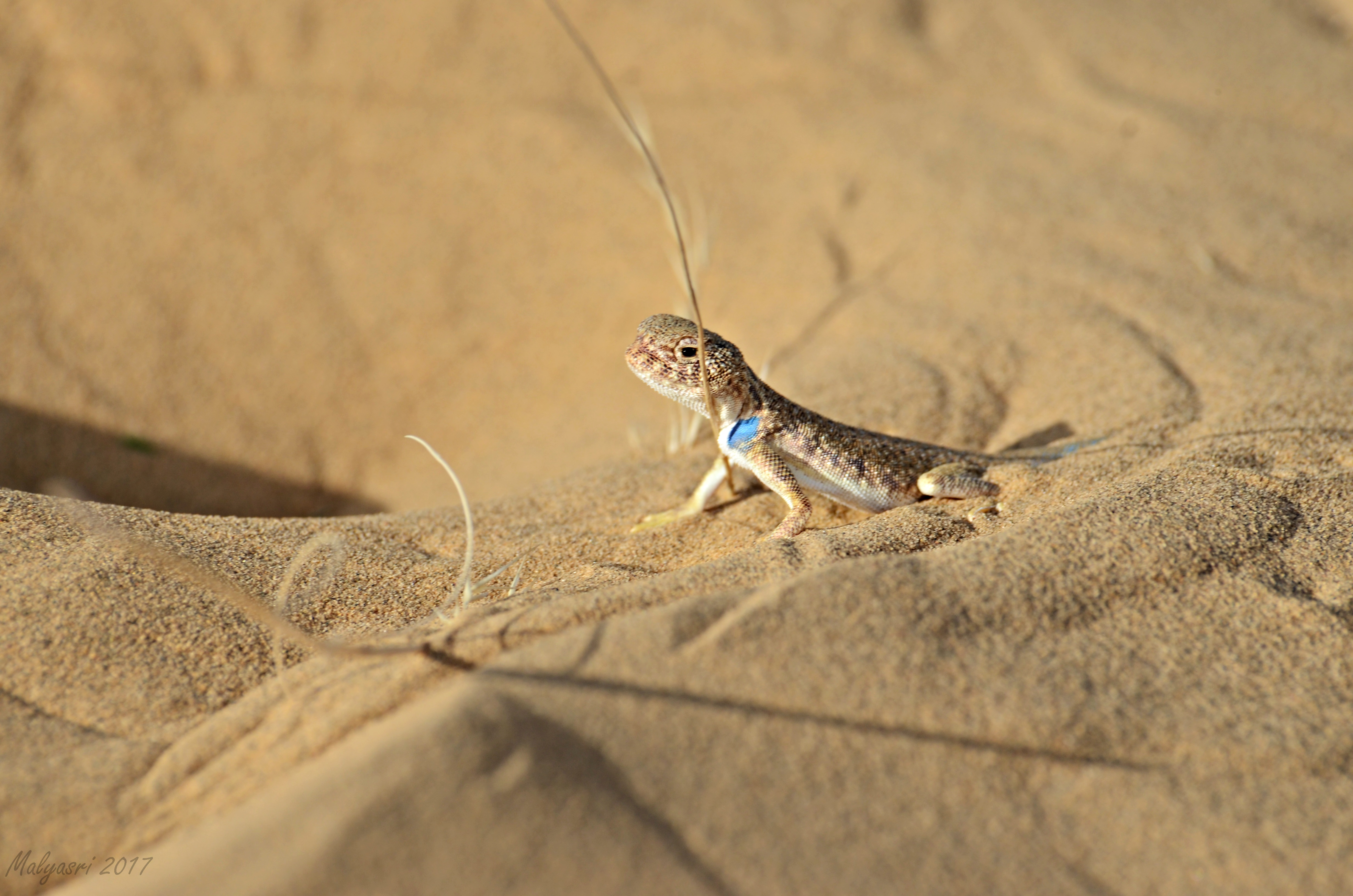
Bufoniceps laungwalaensis
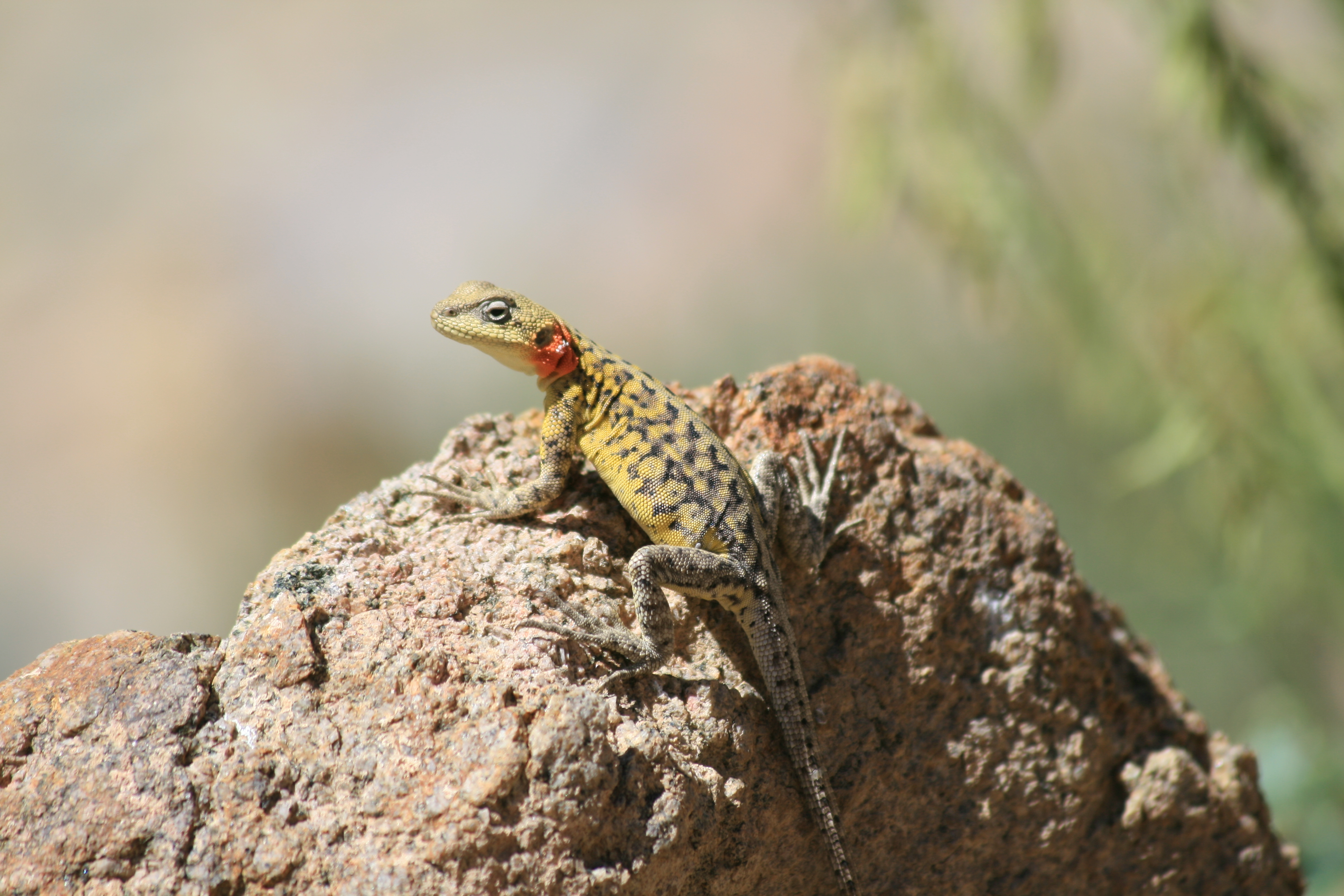
Laudakia himalayana
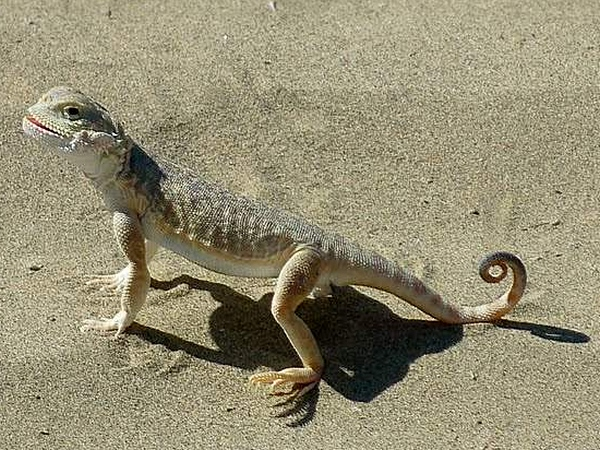
Phrynocephalus guttatus
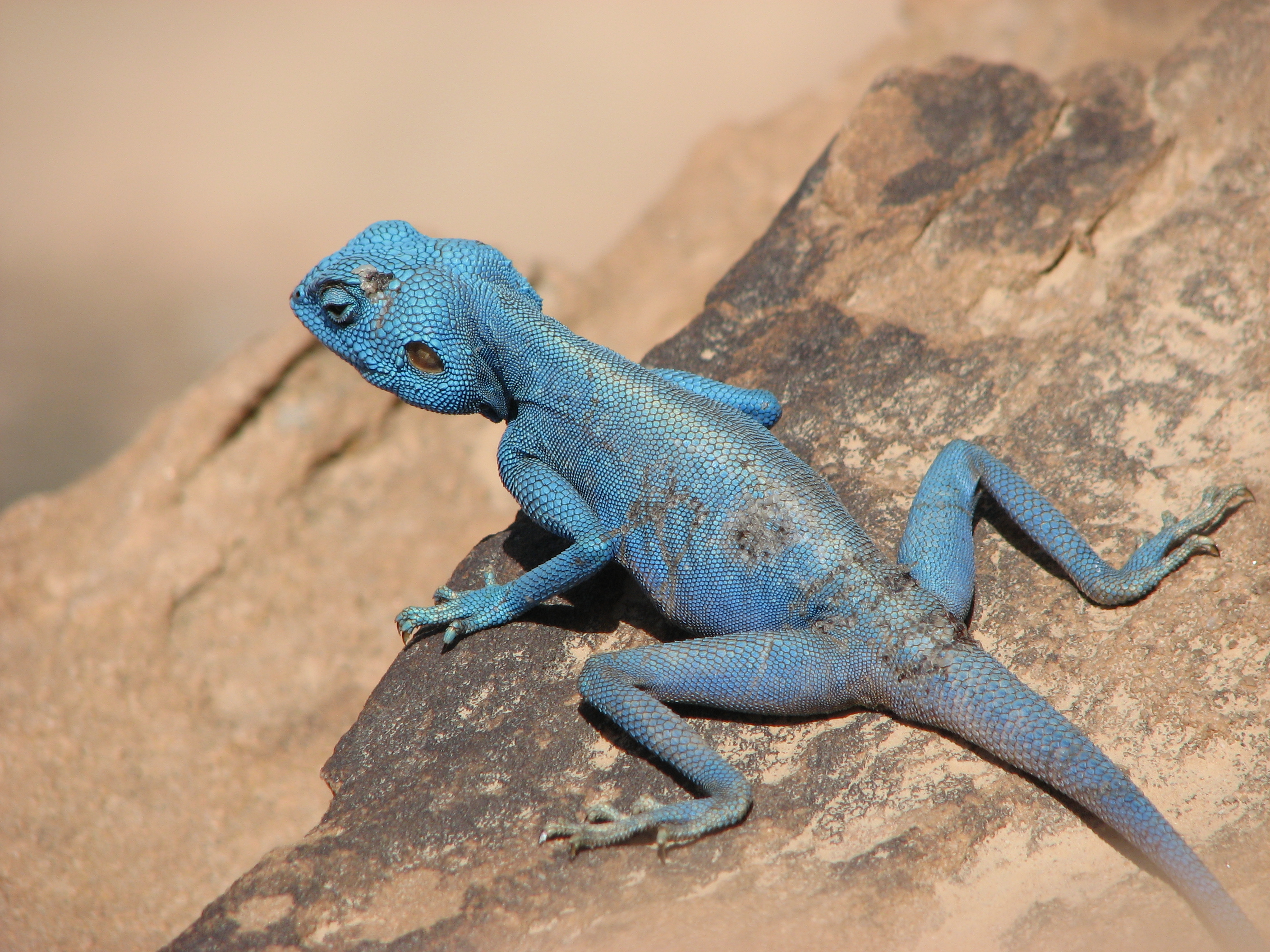
Pseudotrapelus sinaitus
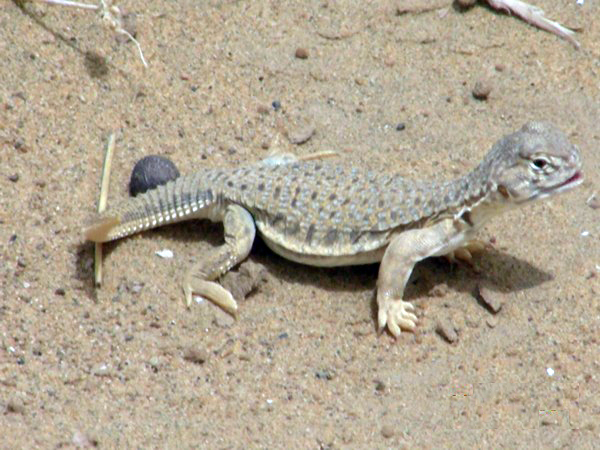
Saara hardwickii
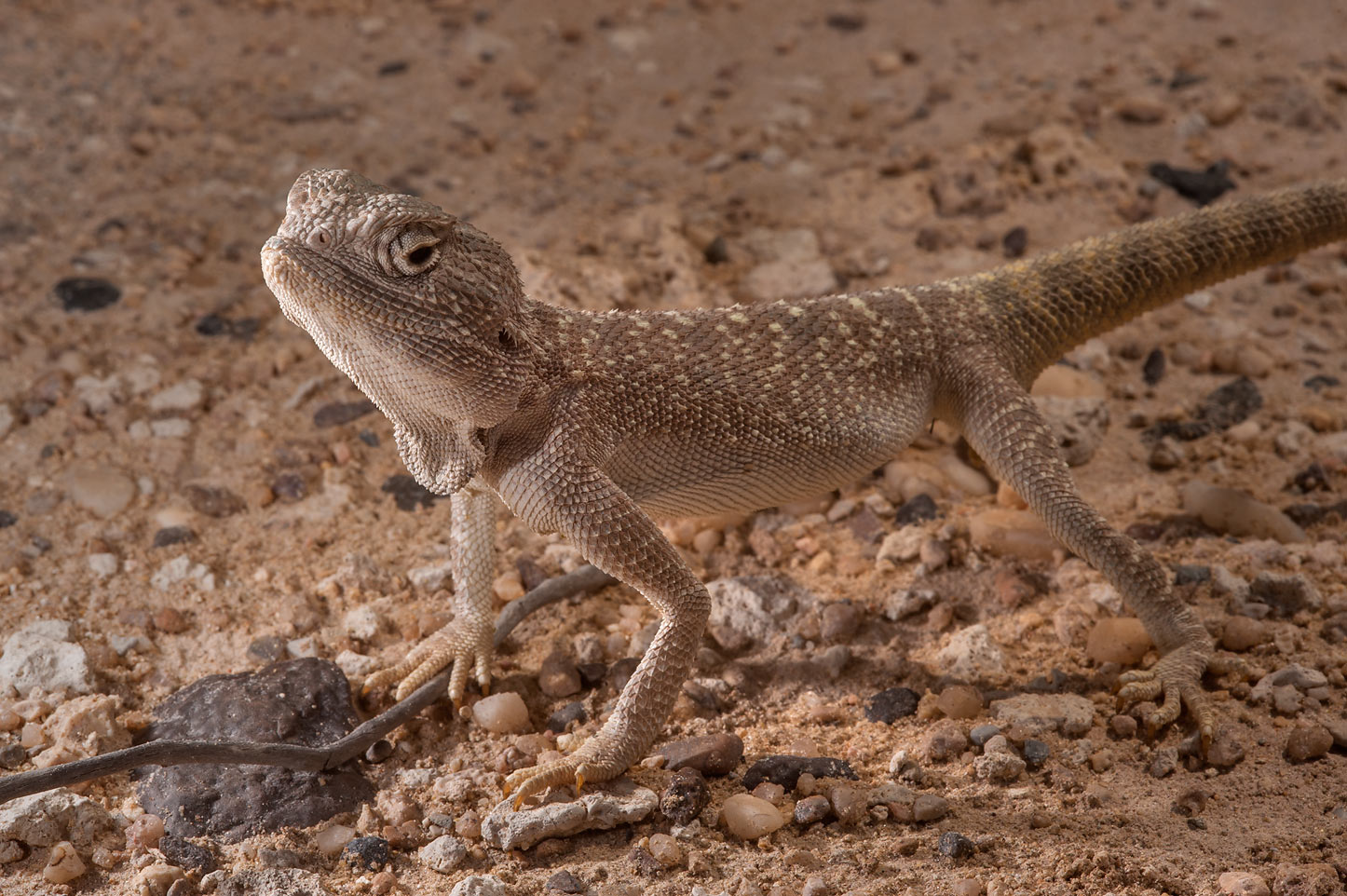
Trapelus flavimaculatus
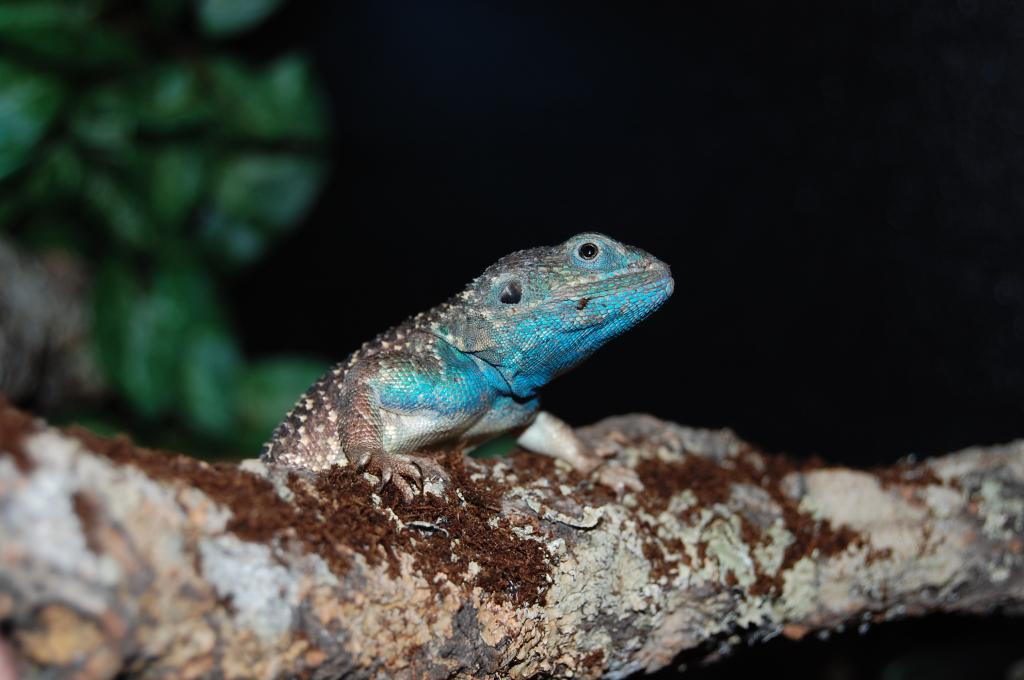
Xenagama batillifera

## Publication originale
- Spix, 1825 : Animalia nova sive species nova lacertarum quas in itinere per Brasiliam annis MDCCCXVII-MDCCCXX jussu et auspicius Maximiliani Josephi I Bavariae Regis suscepto collegit et descripsit Dr. J. B. de Spix, p. 1-26 (texte intégral).